# Perfume of the Timeless
Singles de Nightwish
Harvest
(2020) The Day of...
(2024)
Perfume of the Timeless est une chanson du groupe de metal symphonique finlandais Nightwish. Il sort le 21 mai 2024 comme premier single de leur dixième album studio Yesterwynde. Il s'agit également du premier morceau publié par le groupe avec Jukka Koskinen à la basse, remplaçant de Marko Hietala.

## Description
Avant la parution du single Tuomas Holopainen le décrit comme un titre de huit minutes et demie, avec un refrain intervenant à 3 minutes et 50 secondes.
A propos des paroles  déclare que nous sommes « le résultat d'une chaîne ininterrompue de millions d'ancêtres et de leurs amours.[...] Perfume of the Timeless nous rappelle à tous ce fait étonnant. Et si vous n'êtes pas étonné, écoutez-la à nouveau, car c'est important ».

## Pochette
La pochette du single présente une photographie prise par l'artiste anglais Frank Meadow Sutcliffe, sur laquelle on voit une jeune femme aidant une femme plus âgée à enrouler de la laine. Elle a été prise vers la fin des années 1800 dans le Yorkshire du Nord, en Angleterre. La pochette de Nightwish est une retouche de cette photographie, sur laquelle Floor Jansen remplace la jeune femme.

## Crédits

### Membres
- Floor Jansen — chants
- Emppu Vuorinen — guitares
- Jukka Koskinen — basse
- Kai Hahto — batterie, percussions
- Tuomas Holopainen — claviers, production, mixage, arrangements parties de chœurs et d'orchestres
- Troy Donockley —  Uilleann pipes, low whistle, guitares, bouzouki, bodhrán, Instruments à vent, guitares, chant, enregistrement